# Nanni Balestrini
Nanni Balestrini (né le 2 juillet 1935 à Milan et mort le 19 mai 2019 à Rome) est un poète, écrivain, militant et artiste visuel italien. Il est l'un des rares artistes européens de la seconde moitié du vingtième siècle à avoir été à la fois à l'avant-garde poétique (notamment comme membre de la neoavanguardia des années 1960) et révolutionnaire (comme militant de Potere Operaio avant de s'exiler en France afin de fuir la justice italienne).

## Biographie
Nanni Balestrini est associé au mouvement littéraire neoavanguardia. Il a été rédacteur en chef de la revue Il Verri (it), codirecteur d'Alfabeta (it) et il fait partie du groupe d'écrivains italiens qui ont publié dans l'anthologie I Novissimi en 1961. Dans les années 1960, ce groupe s'est élargi en devenant le Gruppo 63, dont Balestrini a édité les publications. De 1962 à 1972, il a travaillé comme rédacteur chez Feltrinelli, tout en coopérant avec la maison d'édition Marsilio et en éditant des numéros de la Cooperativa Scrittori.
Son engagement politique est tout autant à souligner: en 1968, il a été membre fondateur du groupe Potere operaio, en 1976, un soutien important à l'Autonomia. En 1979, poursuivi pour association subversive et constitution de bande armée, il s'exile à Paris et ensuite en Allemagne. En 1984, reconnu non-coupable, il peut retourner en Italie.
Balestrini s'est fait connaître par un plus grand public au début des années 1970 grâce à son premier roman Nous voulons tout. Il y décrit les luttes dans l'usine de FIAT à Turin. Les mouvements sociaux de son temps resteront son thème les années suivantes. Le roman Les invisibles fait entrer la « génération de 1977 » dans la littérature en faisant transparaître l'élan révolutionnaire de cette période, qui s'est traduit dans des occupations de maisons, des radios libres etc. Mais il évoque également la répression massive de l'État envers ces mouvements. D'autres œuvres importantes sont I Furiosi, consacré à la culture de foot de l'AC Milan, et L'Éditeur, se référant à Giangiacomo Feltrinelli. Surtout le livre co-rédigé avec Primo Moroni (it) L’orda d’oro montre sa proximité de l'opéraïsme. Son dernier roman a pour sujet la Camorra à Casal di Principe.

## Œuvres

### En français

#### Poésie
- Blackout, Noël Blandin, 1992. (Rééd 2011, Entremonde, précédé de Vivre à Milan et suivi de Hypocalypse).
- Chaosmogonie (introduction de Nathalie Quintane), Éditions la Tempête, 2020[3].

#### Romans
- Tristan, Seuil, 1972.
- La violence illustrée, Entremonde, 2012.
- Les Invisibles, Le monde à l'envers, rééd 2019, P.O.L., 1992.
- L'Éditeur, P.O.L., 1995.
- Nous voulons tout, Entremonde, rééd 2009, 2012, Le Seuil, 1973.
- Sandokan, Entremonde, 2017[4].

#### Essai
- Avec Primo Moroni, La Horde d’or, Italie, 1968-1977 : La grande vague révolutionnaire et créative, politique et existentielle, Éditions de L’Éclat, 2017, 672 pp., présentation éditeur.

### En langue originale

#### Poésies complètes
- Come si agisce e altri procedimenti. Poesie complete. Volume I (1954-1969), DeriveApprodi, 2015
- Le avventure complete della signorina Richmond e Blackout. Poesie complete. Volume II (1972-1989), DeriveApprodi, 2017
- Caosmogonia e altro. Poesie complete. Volume III (1990-2017), DeriveApprodi, 2018

#### Poésie
- Come si agisce, Feltrinelli, 1963.
- Ma noi facciamone un'altra, Feltrinelli, 1966.
- Poesie pratiche, antologia 1954-1969, Einaudi, 1976.
- Le ballate della signorina Richmond, Coop. Scrittori, 1977.
- Blackout, DeriveApprodi, 2009 [2001].
- Ipocalisse, Scheiwiller, 1986.
- Il ritorno della signorina Richmond, Becco giallo, 1987.
- Osservazioni sul volo degli uccelli, poesie 1954-56, Scheiwiller, 1988.
- Il pubblico del labirinto, Scheiwiller, 1992.
- Estremi rimedi, Manni, 1995.
- Le avventure complete della signorina Richmond, Testo&Immagine, 1999.
- Elettra, Luca Sossella, 2001.
- Tutto in una volta, antologia 1954-2003, Edizioni del Leone, 2003.
- Sfinimondo, Bibliopolis, 2003.
- Sconnessioni, Roma, Fermenti, 2008.
- Blackout e altro, Roma, Deriveapprodi, 2009.
- Lo sventramento della storia, Roma, Polìmata, 2009.

#### Romans
- Tristano, DeriveApprodi, 2007 [1964].
- Vogliamo tutto, DeriveApprodi, 2004 [1971].
- La violenza illustrata, DeriveApprodi, 2001 [1976].
- Gli invisibili, DeriveApprodi, 2005 [1987].
- L'editore, DeriveApprodi, 2006 [1989].
- I furiosi, DeriveApprodi, 2004 [1994].
- Una mattina ci siam svegliati, Baldini & Castoldi, 1995.
- La Grande Rivolta, Bompiani, 1999.
- Sandokan, storia di camorra, Einaudi, 2004.

#### Nouvelles
- Disposta l'autopsia dell'anarchico morto dopo i violenti scontri di Pisa in: Paola Staccioli, In ordine pubblico, Roma, 2002, p. 25-31.

#### Autres
- Gruppo 63, L'Antologia, (avec Alfredo Giuliani), Testo&Immagine, 2002 [1964].
- Gruppo 63. Il romanzo sperimentale, Feltrinelli, 1965.
- L'Opera di Pechino, (avec Letizia Paolozzi), Feltrinelli, 1966.
- L'orda d'oro, (avec Primo Moroni), Sugarco, 1988; Feltrinelli, 1997, 2003.
- Parma 1922, DeriveApprodi, 2002.
- (it) Avec Primo Moroni, L'orda d'oro 1968-1977 : la grande ondata rivoluzionaria e creativa, politica ed esistenziale, Feltrinelli Editore, 1997, [lire en ligne]